# Portrait d'une dame de profil
Pour les articles homonymes, voir Portrait d'une dame.
Le Portrait d'une dame de profil est une peinture à l'huile sur panneau de 52 × 36,6 cm réalisée dans les années 1410 et conservée à la National Gallery of Art de Washington, D. C. L'auteur, anonyme, serait un maître de l'école française ou flamande.
Le modèle porte un balzo (« rebond »), coiffe en forme d'anneau placée vers l'arrière de la tête, typique des dames de la Renaissance italienne aux XVe et XVIe siècles.

## Présentation
Ce portrait raffiné d’une dame vue de profil et regardant vers la gauche a soulevé diverses hypothèses pour son attribution, sans qu’un nom plausible ait encore été trouvé. La grande homogénéité du style dans la production picturale des différents pays qu’a touchés dans toute l’Europe le goût gothique a conduit, comme dans le cas du diptyque Wilton, à avancer les hypothèses les plus disparates, de la Bohême à l’Italie (en particulier Pisanello), jusqu’à l’hypothèse la plus adoptée aujourd’hui, qui parle d’un artiste du Nord de la France ou de Flandre, en particulier parce qu’il utilise la technique de l’huile.
Ce tableau est connu depuis le XIXe siècle, époque où il faisait partie des collections du baron de Stafford. Vendu à Londres en 1885, il a appartenu à différents propriétaires, dont les frères Duveen, avant d'être acquis par Andrew Mellon en 1936. La National Gallery of Art fut inaugurée en 1937 avec la collection Mellon pour fonds initial.

## Description
Lumineux et piquant, le visage de la femme est représenté dans un profil parfait d’atmosphère humaniste, avec une description particulièrement soignée des éléments décoratifs qui marquent que la personne représentée appartient à une classe sociale élevée : la coiffure soigneusement faite avec des épingles enfoncées dans la chevelure, le front rasé haut, le magnifique balzo aux applications dorées, le col très haut avec une doublure de fourrure d’où pendent les revers élégants de la chemise blanche, le collier d’or, la robe d’un précieux tissu bleu damassé, la taille haute et étroite, les cordons de pampre suspendus à ses manches. Le buste est légèrement tourné sur le côté pour montrer le mieux possible la richesse des décorations, dans un aperçu qui paraît un peu forcé et n’est pas proportionné d’une manière cohérente.
Le fond bleu et foncé met en valeur la magnificence de l’or et accentue également l’éclat du visage, si bien que c’est le premier détail que remarque le spectateur.